# コズミック・メッセンジャー
『コズミック・メッセンジャー』（Cosmic Messenger）は、フランス人ヴァイオリニスト、ジャン＝リュック・ポンティが1978年に発表したスタジオ・アルバム。

## 解説
アメリカの総合アルバム・チャートBillboard 200では36位に達し、前作『秘なる海』（1977年）に続く自身2度目の全米トップ40入りを果たした。また、『ビルボード』のジャズ・アルバム・チャートでは2位を記録。
Richard S. Ginellはオールミュージックにおいて5点満点中3点を付け「彼が以前にアトランティックから発表したアルバムと、ほぼ同じ鋳型で作られているが、演奏のパラメーターはどこを取っても、以前と比べて幾分タイトに制御されている」と評している。
ポンティとジョン・アンダーソンが結成した「アンダーソン＝ポンティ・バンド」のアルバム『ベター・レイト・ザン・ネヴァー〜真世界への旅』（2015年）の日本盤ボーナス・トラック「記憶分子 (Re-Rembering Molecules)」は、本作の「エゴセントリック・モリキューズ」を改作した曲である。

## 収録曲
全曲ともジャン＝リュック・ポンティ作。
1. コズミック・メッセンジャー - "Cosmic Messenger" - 4:40
2. アート・オブ・ハピネス - "The Art of Happiness" - 4:29
3. ドント・レット・ザ・ワールド・パス・ユー・バイ - "Don't Let the World Pass You By" - 6:24
4. アイ・オンリー・フィール・グッド・ウィズ・ユー - "I Only Feel Good with You" - 3:07
5. パペッツ・ダンス - "Puppets' Dance" - 3:39
6. 偽りの楽園 - "Fake Paradise" - 5:39
7. 軽やかなムード - "Ethereal Mood" - 4:01
8. エゴセントリック・モリキューズ - "Egocentric Molecules" - 5:44

## 参加ミュージシャン
- ジャン＝リュック・ポンティ - ヴァイオリン、オルガン、シンセサイザー
- ピーター・モーヌ - エレクトリック・ギター、アコースティック・ギター、ギターシンセサイザー
- Joaquin Lievano - エレクトリック・ギター、アコースティック・ギター
- アラン・ザヴォッド - ピアノ、エレクトリックピアノ、オルガン、シンセサイザー
- ラルフ・アームストロング - ベース、フレットレスベース
- ケイシー・シューレル - ドラムス、パーカッション